# Völuspá
Die Völuspá (isländisch), altnordisch Vǫluspá – „Weissagung der Seherin“ (völva = Seherin + spá = Prophezeiung) – ist das erste der 16 Götterlieder des „Königsbuchs“ Codex Regius mit 63 Strophen (siehe auch: Edda). Eine leicht abweichende Version mit 57 Strophen findet sich in der Hauksbók.
Die Völuspá gilt als das bedeutendste Gedicht des nordischen Mittelalters. Die normalisierte Form (Abgleich zwischen Codex Regius und Hauksbók) besteht aus 66 Strophen. Diese Strophen bestehen aus Stabreimversen (Fornyrðislag).

## Entstehung

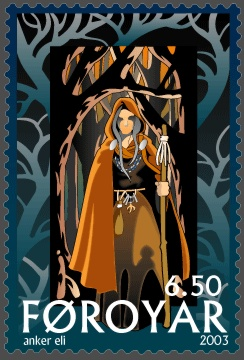
Die Prophetin der Völuspá ist die Völva (Seherin, Zauberin). Darstellung auf einer Briefmarke des Postverk Føroya von 2003. Künstler: Anker Eli Petersen.

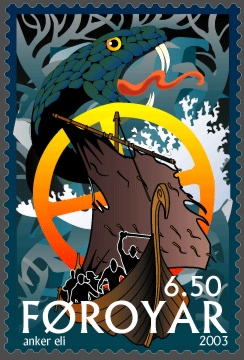
Der Anfang des Weltuntergangs Ragnarök.

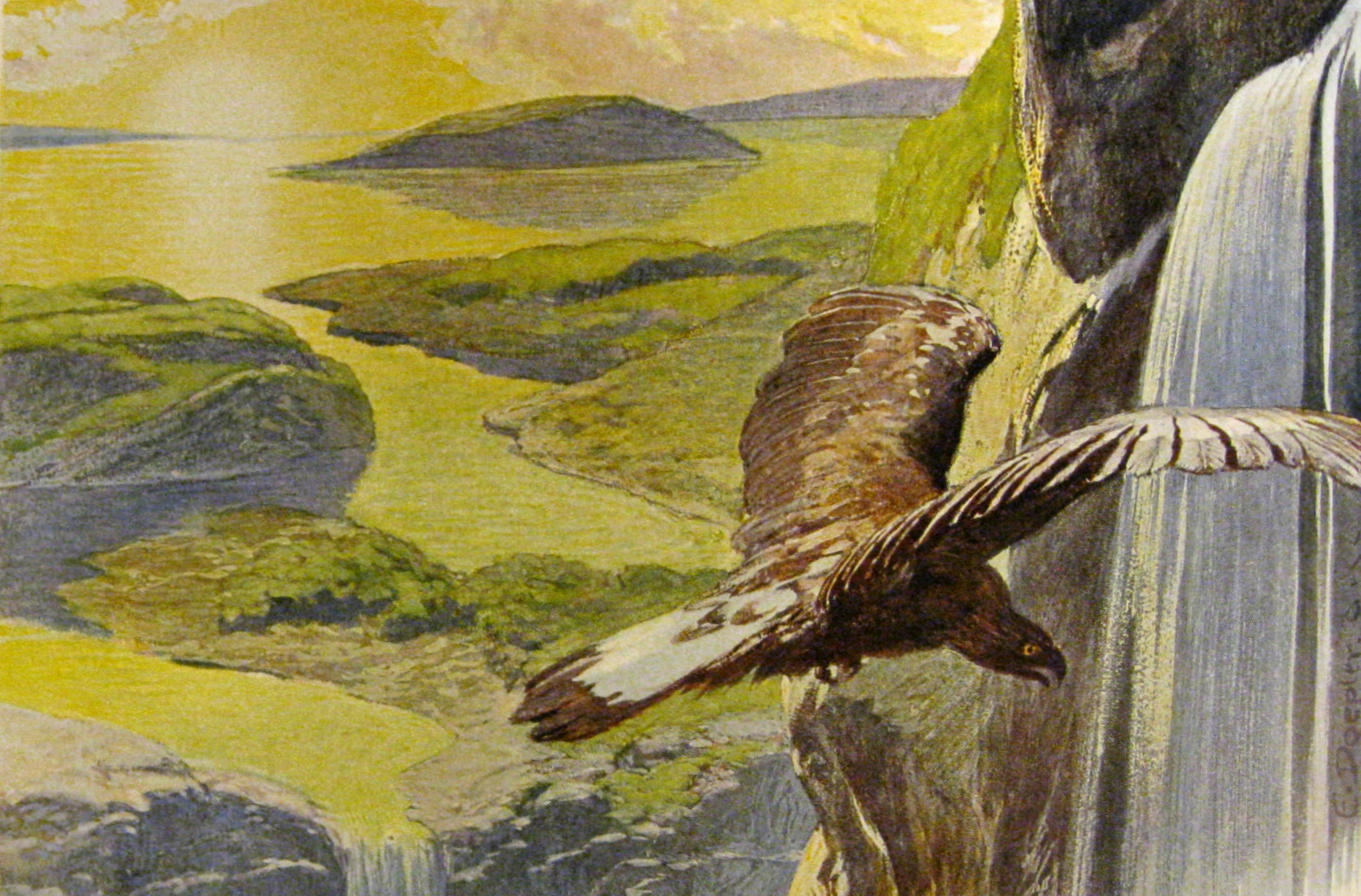
Die neue Welt nach Ragnarök, wie sie in der Völuspá beschrieben wird (Zeichnung von Emil Doepler, 1905)

Entstehungszeit und -ort sind in der Forschung umstritten. Während im 19. Jahrhundert meist eine sehr frühe Datierung vorgenommen wurde, schlossen sich im 20. Jahrhundert die meisten Forscher der Meinung Sigurður Nordals an, die Völuspá sei um das Jahr 1000 herum entstanden. Nordal argumentierte, das Gedicht beschäftige sich mit dem Weltende und damals habe die gesamte Christenheit mit der Apokalypse im Jahr 1000 oder 1033 (1000 Jahre nach Christi Geburt oder seinem Tod) gerechnet. Diese Angst ist aber lediglich ein romantischer Mythos, in den Quellen fehlt jeder sichere Beleg für sie. Damit ist offen, wann eine erste Fassung des Gedichtes entstand. Viele Motive dürften wesentlich älter sein als die Völuspá selbst. In einigen Fällen wird sogar ein indogermanischer Hintergrund vermutet. Viele Motive wurden auf christlichen Einfluss zurückgeführt, was aber in allen Fällen umstritten ist.

## Inhalt
Die Worte sind einer Seherin in den Mund gelegt, die von der Entstehung und dem Ende der Welt berichtet (siehe auch: Germanische Schöpfungsgeschichte), bis zum Weltuntergang (die Ragnarök) und der damit verbundenen Neuentstehung, wobei der Schwerpunkt auf dem Zukünftigen, dem Weltende liegt. Der unbekannte Dichter der Völuspá greift hier auf alte nordische Mythen zurück, die allgemein als bekannt vorausgesetzt werden, so dass vieles nur kurz angerissen wird. Die Völuspá unterscheidet sich von den meisten Götterliedern der Edda, weil es sich hierbei nicht um eine bloße Aufzählung verschiedener religiöser Elemente handelt, sondern um einen zusammenhängenden Ablauf von Handlungen von Anfang bis Ende.
Die Basis der aktuellen Versionen ist die reorganisierte Form des norwegischen Philologen Sophus Bugge (1833–1907). Bei der Interpretation von Bugge begann das Lied mit einer Vorstellung der Völva. Die Seherin erzählt zunächst von der Schöpfung, vom Anfang der Zeit in der mythischen Leere Ginnungagap, von dem Entstehen der Welt und davon, wie es den Göttern gelang, Ordnung in das Universum zu bringen.
Nach einem kleinen Abstecher, bei dem die Seherin von der Schöpfung der Zwerge berichtet, wird wiedergegeben, wie die ersten Menschen geschaffen wurden, von den Nornen, dem personifizierten Schicksal, die sich an einer der Wurzeln des Weltbaumes, der Esche Yggdrasil befinden.
Danach folgt eine Beschreibung des ersten Krieges, bei dem sich die beiden Götterfamilien, die Asen und Wanen, wegen des Mordes an der mystischen Gullveig bekämpften.
Der zweite Teil der Völuspá wird mit der Ermordung des heiteren und gutherzigen Baldr eingeleitet. Dieser war von seinem blinden Bruder Hödur getötet worden, der von Loki mit einer List dazu gebracht und in der Folge von Wali erschlagen wurde. Diese Untat ist der Beginn einer Reihe gewaltsamer Handlungen, die in der Schicksalsschlacht, der Ragnarök, gipfeln, bei der Götter und Riesen einander töten. Ragnarök ist der Weltuntergang, bei dem die Erde ins Meer versinkt und die Welt zur vollständigen Finsternis des Chaos zurückkehrt. In dieser Zeit ist die Welt in einen Mantel aus Schnee und Eis gewickelt, Brüder kämpfen gegen Brüder und Fenrir befreit sich von seiner Fessel Gleipnir, um die Sonne und sogar Odin, den obersten Asen, zu verschlingen. Dazu heißt es in der als Wolfszeit bezeichneten Ära in den Versen 45 und 46:
Brüder schlagen dann,

morden einander;

Schwestersöhne

verderben Verwandtschaft;

wüst ist die Welt,

voll Hurerei; ’s ist

Beilzeit, Schwertzeit,

zerschmetterte Schilde,

Windzeit, Wolfszeit,

bis einstürzt die Welt –

nicht ein Mann will

den anderen schonen.
Der Seherin zufolge wird sich jedoch eine neue Welt aus den Wellen erheben, auf der Baldr und sein Töter, Höðr, herrschen werden. Ein neues Goldenes Zeitalter für Götter und Menschen beginnt.

## Figuren
Da die Völuspá die gesamte mythologische Weltgeschichte von der Schöpfung bis zum Untergang darstellt, ist die Anzahl der erwähnten Figuren sehr groß. Die wichtigsten handelnden Figuren sind
- Ymir, der Urriese
- Óðinn, Hochgott der Asen
- Baldr
- Loki
- Þórr (Thor)

## Adaptionen
- Im Zwergenkatalog der Völuspá sind viele Namen von Zwergen überliefert, die auch J. R. R. Tolkien im Hobbit verwandt hat.
- Die 1956 vollendete Sinfonie Nr. 9 Sinfonia Visionaria für Soli, Chor und Orchester des schwedischen Komponisten Kurt Atterberg verwendet die Völuspá als Textgrundlage.